# Чемпионат Стамбула по волейболу среди женщин
Женский чемпионат Стамбула по волейболу (тур. İstanbul Kadınlar Voleybol Şampiyonası) — бывший городской турнир женских волейбольных клубов Стамбула. Разыгрывался среди женщин в 1955—1984 годах. До учреждения Национальной волейбольной лиги в сезоне 1984/85 клуб-победитель чемпионата Стамбула участвовал в борьбе за чемпионство Турции, в 1984 году турнир потерял своё отборочное значение и его розыгрыш был прекращён. Исторически сложилось, что раньше в столице было значительно больше условий для развития спорта, чем в остальной части Турции, поэтому там базируется значительное количество сильнейших клубов страны по многим видам спорта.

## Чемпионы
| - 1955 «Стамбульский университет» - 1956 «Фенербахче» - 1957 «Фенербахче» - 1958 «Фенербахче» - 1959 «Фенербахче» - 1960 «Галатасарай» - 1961 «Фенербахче» - 1962 «Галатасарай» - 1963 «Галатасарай» - 1964 «Галатасарай» - 1965 «Галатасарай» - 1966 «Галатасарай» - 1967 «Расымпаша» - 1968 «Фенербахче» - 1969 «Фенербахче» | - 1970 «Эджзаджибаши» - 1971 «Фенербахче» - 1972 «Фенербахче» - 1973 «Фенербахче» - 1974 «Эджзаджибаши» - 1975 «Эджзаджибаши» - 1976 «Эджзаджибаши» - 1977 «Эджзаджибаши» - 1978 «Галатасарай» - 1979 «Эджзаджибаши» - 1980 «Эджзаджибаши» - 1981 «Эджзаджибаши» - 1982 «Эджзаджибаши» - 1983 «Эджзаджибаши» - 1984 «Эджзаджибаши» |

### Титулы
| Клуб                                 | Победы |
| ------------------------------------ | ------ |
| «Эджзаджибаши»                       | 11     |
| «Фенербахче»                         | 10     |
| «Галатасарай»                        | 7      |
| «Расымпаша»                          | 1      |
| «Стамбульский университет» СК (İÜSK) | 1      |